# Sheer K
Pour les articles homonymes, voir Sheer.

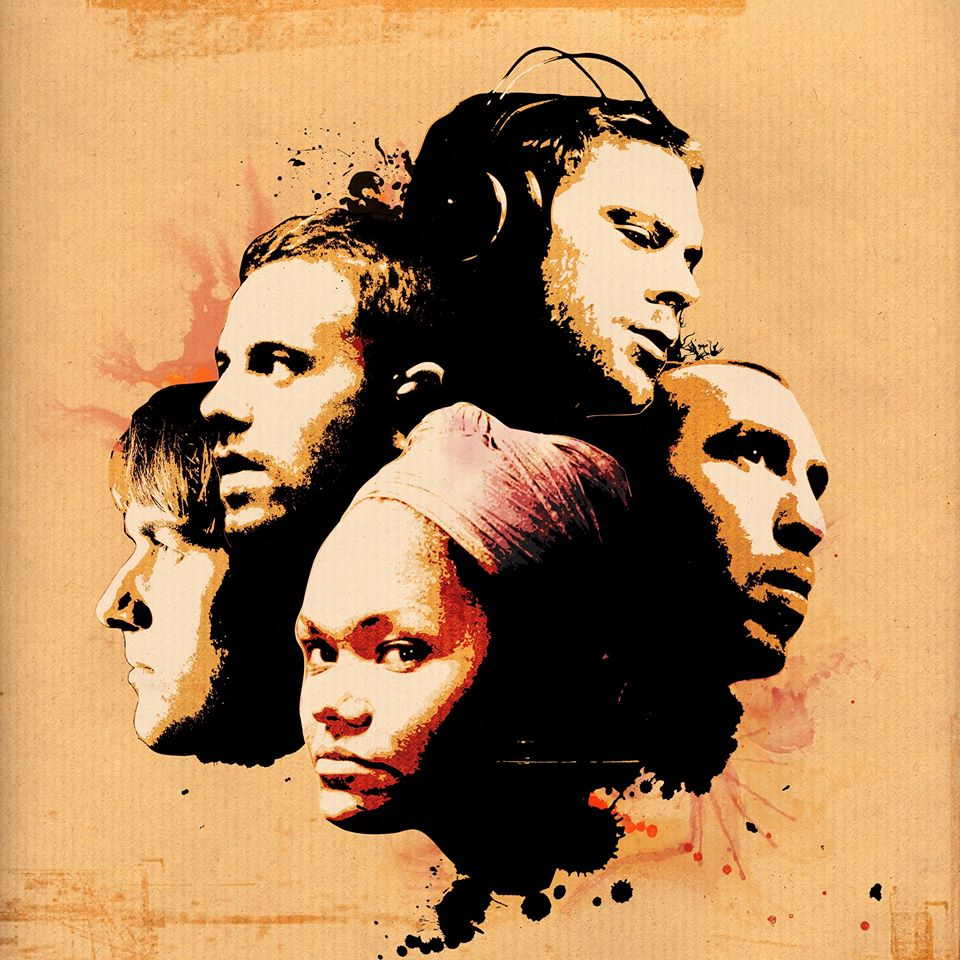
Sheer K

Sheer K est un groupe trip-hop français.

## Origine et formation
En 2000, deux amis guitaristes étudiants à l’université de Brest, Olivier et Seb, décident de créer un groupe de musique aux influences rock anglais. Ils recrutent un bassiste, Flow, puis un batteur, Vince.
La formation, nommée No rehearsal effectue plusieurs concerts dans la région brestoise.
En 2002, un cinquième membre, Arturo Pop, rejoint le groupe et apporte une influence plus électro. Le projet change alors d’identité et prend le nom de Sheer K.
En 2003, Sté rejoint la formation au chant, en remplacement d’Olivier, qui prend en charge le management.
Le projet Sheer K se stabilise sous cette forme et produit ses premières démos entre électro et musique instrumentale influencée par le trip-hop.

## Carrière
Après avoir envoyé une démo à l’association des Bars en Trans, le groupe est repéré par Jean-Louis Brossard, directeur des Transmusicales de Rennes, qui décide de le programmer sur l’édition 2003 des Transmusicales.
En 2004, Sheer K remporte le tremplin des Jeunes Charrues, organisé par le festival des Vieilles Charrues. La même année sort le premier LP Elovation. Celui-ci est enregistré et mixé en Bretagne, et voit la collaboration avec le DJ Pierre Lucas (The Big Knife) et Arnaud Grosfilley (contrebassiste de Mix City).
En 2005, Sheer K est sélectionné pour jouer au Printemps de Bourges. À l’été 2005, la formation joue en ouverture du festival des Vieilles Charrues.
En septembre 2005, Sheer K effectue ses premiers concerts à l’étranger avec deux dates dans le cadre du festival de musique émergente à Rouyn-Noranda, dans la province d’Abitibi-Témiscamingue (Canada). Durant les années 2005 et 2006, la formation exécute environ cinquante représentations par an, sur toute la France.
Sheer K publie début 2007 un EP, Miximum remixed EP, qui réunit cinq titres choisis par les membres à l’issue d’un concours de remix d’un titre du premier album, Miximum.
À partir de 2006, le groupe prépare son deuxième album. Dans le cadre de l’écriture de nouveaux morceaux, Sheer K sollicite le pianiste de jazz Didier Squiban pour jouer sur deux morceaux. Le reste de l’album est enregistré dans les studios Jarring Effects à Lyon durant l’été 2006, et mixé en 2007 aux studios Passage à Niveaux à Rennes.
Le deuxième album VIA est publié en 2008. L'année suivante, Sheer K renouvelle la collaboration avec le pianiste Didier Squiban pour la préparation d’un projet live intitulé Mesk ! Ce projet se présente comme une rencontre entre la culture jazz, celtique, le trip-hop et les musiques électroniques. Après plusieurs représentations, le projet est finalement scellé par la publication d’un album éponyme en 2012, enregistré et mixé au Studio Black Horses.
En 2018, le groupe annonce travailler sur un nouvel album. Il publie un EP autoproduit de quatre titres Seven Days EP.
En juin 2020, Sheer K publie un nouvel album intitulé Life In Color.
Depuis 2020, le groupe continue de publier des titres régulièrement dans un registre plus ouvert et up-tempo.

## Esthétique musicale
Les productions de Sheer K sont marquées par plusieurs influences. De l’univers trip-hop, on retrouve des tempos majoritairement lents et une utilisation forte des machines, mais les morceaux de Sheer K sont régulièrement construits en rupture, permettant de libérer une énergie tantôt rock, tantôt dub-drum’n bass.
Les instrumentations sont hybrides : la formation instrumentale est composée d’un trio guitare/basse/batterie et rencontre des arrangements issus d’univers urbains, électros ou symphoniques.
Les voix sont également diverses : à la voix de chanteuse Sté, qui rappelle Erykah Badu, répondent les voix masculines de Seb, dont le débit évoque le hip-hop new-yorkais, et celle de Flow, mélancolique et posée. La plupart des textes sont écrits en anglais.
Le groupe utilise également des instrumentations originales (trompettes, piano, instruments à cordes, percussions orientales) et propose régulièrement des collaborations avec des artistes d’univers différents (jazz, hip-hop, électro).
Sur scène, Sheer K apporte un éclairage différent sur ses productions : les prestations scéniques du groupe sont focalisées sur l'énergie et le jeu live.

## Discographie
Tous les disques de Sheer K, sont des autoproductions.

## Récompenses et distinctions
- Tremplin des Jeunes Charrues 2004 : vainqueur[2]
- Printemps de Bourges 2005 : révélation Talents Scènes[4]
- Prix de la création artistique SACEM 2004[20]
- Prix du meilleur premier album au grand prix du disque du Télégramme 2004[21]
- Prix spécial du jury au Prix Musical Produit en Bretagne 2012 pour le disque Mesk !